# Fototaxis
En form av taxis som kännetecknas av en organisms rörelseriktning med stimulans av ljus.
Fototaxis fototaʹxis (nylat. phototaʹxis, av grekiska phōs ’ljus’ och taʹxis ’ordnande’, ’ordning’) är en slags taxis, eller beteendeförändring som med hjälp av stimulans och attraktion leder till att cellen eller organismen rör sig mot eller bort från ljuskällan. Man skiljer mellan positiv topofototaxis och negativ topofototaxis. En positiv taxis är när cellen eller organismen rör sig mot ljusstrålarnas riktning. En negativ taxis är när cellen eller organismen rör sig med ljusstrålarnas riktning.